# Sogafric Holding
Sogafric Holding est un groupe basé au Gabon, contrôlé par Christian Kerangall, souvent désigné comme étant l'homme le plus riche du Gabon. La valeur du groupe est estimée en 2024 à 520 millions de dollars.
C'est la holding de tête de la Compagnie du Komo. 
Elle est engagée dans plusieurs activités : le commerce, l'industrie, les prestations de services, la finance et l'immobilier.

## Histoire
Les débuts du groupe remontent à la fondation des établissements Boutonnet & Cie par Robert Boutonnet à Port-Gentil en 1957. En 1966, Boutonnet fonde la Société Gabonaise Froid et Représentations Industrielles et Commerciales (SOGAFRIC) à Libreville. La principale activité est alors le froid industriel et la climatisation. En 1973 est fondée la Société de Distribution de Matériels de Travaux Publics (SODIM TP), spécialisée dans l'automobile et les engins de chantier. 
En 1995, La Compagnie du Komo est fondée par Christian Kerangall. Elle rachète SCOA-Gabon et entre au capital de Paribas Gabon qui deviendra BGFIBank. En 1997, la CDK rachète l'ensemble des entités de Sogafric. La même année, elle prend position dans la SEEG alors en cours de privatisation,. 
Au début du XXIe siècle, le groupe se diversifie dans l'immobilier et réalise des investissements en Angola et en France. 
La structure du groupe évolue en 2004. Sogafric Holding est créée comme holding de tête du groupe détenant la majorité du capital de la Compagnie du Komo,.

## Structure du Groupe
Grâce notamment à sa discrétion et à son amitié avec l'ancien président du Gabon, Ali Bongo, Christian Kerangall est arrivé à diversifier son groupe et à lui donner une excellente rentabilité,,.
La holding de tête du groupe est Sogafric Holding. Elle détient 75 % de la Compagnie du Komo, le reste étant détenu par le holding de la famille Bongo Delta Synergie (15 %) et GBS Finance (10 %). La compagnie du Komo détient les filiales et les participations du groupe.
Sogafric possède 13% du capital de BGFIBank, principale institution financière d'Afrique centrale, ainsi que des filiales ou des participations au Gabon, en Angola, en Guinée équatoriale, au Tchad, en Afrique du Sud et même dans la région parisienne,,.
Filiales, : 
- : SODIM TP
- : Sogafric Services
- : Electra
- : Toyota Gabon
- : Gesparc
- : Safric
- : Rio Bengo Sociedade Imobiliaria
- : GM High Tech
- : BTA Services

Participations : 
- : BGFIBank
- : Finatra
- : BVMAC
- : SEEG
- : Maboumine